# World Series 2020
Le World Series 2020 sono state la 116ª edizione della serie di finale della Major League Baseball al meglio delle sette partite tra i campioni della National League (NL), i Los Angeles Dodgers, e quelli della American League (AL), i Tampa Bay Rays. La serie è iniziata il 22 ottobre ed è terminata il 27 ottobre. A causa della pandemia di COVID-19 si è disputata interamente al Globe Life Field di Arlington.
La serie è stata vinta in gara 6 dai Los Angeles Dodgers, che hanno sconfitto per 4-2 i Tampa Bay Rays, conquistando per la settima volta nella loro storia il trofeo. L'interbase di Los Angeles Corey Seager è stato nominato MVP delle World Series dopo avere battuto con 8 su 20, 2 fuoricampo e 5 punti battuti a casa.

## Sommario
Los Angeles ha vinto la serie 4-2
| Gara | Data       | Punteggio                                | Stadio           | Tempo | Pubblico |
| ---- | ---------- | ---------------------------------------- | ---------------- | ----- | -------- |
| 1    | 20 ottobre | Tampa Bay Rays 3 - 8 Los Angeles Dodgers | Globe Life Field | 3:24  | 11 388   |
| 2    | 21 ottobre | Tampa Bay Rays 6 - 4 Los Angeles Dodgers | Globe Life Field | 3:40  | 11 472   |
| 3    | 23 ottobre | Los Angeles Dodgers 6 - 2 Tampa Bay Rays | Globe Life Field | 3:14  | 11 447   |
| 4    | 24 ottobre | Los Angeles Dodgers 7 - 8 Tampa Bay Rays | Globe Life Field | 4:10  | 11 441   |
| 5    | 25 ottobre | Los Angeles Dodgers 4 - 2 Tampa Bay Rays | Globe Life Field | 3:30  | 11 437   |
| 6    | 27 ottobre | Tampa Bay Rays 1 – 3 Los Angeles Dodgers | Globe Life Field | 3:28  | 11 437   |